# Crețești
Crețești è un comune della Romania di 1 842 abitanti, ubicato nel distretto di Vaslui, nella regione storica della Moldavia. 
Il comune è formato dall'unione di 4 villaggi: Budești, Crețești, Crețești de Sus, Satu Nou.